# L'Affaire Watts : Chronique d'une tuerie familiale
Pour plus de détails, voir Fiche technique et Distribution.
L'Affaire Watts : Chronique d'une tuerie familiale (American Murder: The Family Next Door) est un film britannique réalisé par Jenny Popplewell, sorti en 2020.

## Synopsis
Le film traitre du meurtre de la famille Watts à travers un montage d'images tirées des réseaux sociaux, des caméra-piéton des policiers, des images de vidéosurveillance et de reportages télévisés.

## Fiche technique
- Titre : L'Affaire Watts : Chronique d'une tuerie familiale
- Titre original : American Murder: The Family Next Door
- Réalisation : Jenny Popplewell
- Musique : Nainita Desai
- Montage : Simon Barker
- Société de production : Knickerbockerglory TV
- Pays :  Royaume-Uni
- Genre : Documentaire
- Durée : 83 minutes
- Dates de sortie : 
  - Netflix : 30 septembre 2020

## Distinctions
Le film a été nommé pour le British Academy Television Award de la meilleure émission documentaire.